# Imre Fényes
Imre Fényes (29 de julho de 1917 - 13 de novembro de 1977) foi um físico húngaro que foi o primeiro a propor uma interpretação estocástica da mecânica quântica.

## Publicações selecionadas
- Fényes, I. (1946). «A Deduction of Schrödinger Equation». Acta Bolyaiana. 1 (5): ch. 2
- Fényess, I. (1948). «Zur wellenmechanischen Herleitung des statistischen Atommodells». Zeitschrift für Physik. 125 (4–6): 336–346. Bibcode:1948ZPhy..125..336F. ISSN 1434-6001. doi:10.1007/BF01454902
- Fényes, I. (1952). «Stochastischer Abhängigkeitscharakter der Heisenbergschen Ungenauigkeitsrelation». Die Naturwissenschaften. 39 (24). 568 páginas. Bibcode:1952NW.....39..568F. ISSN 0028-1042. doi:10.1007/BF00590297
- Fényes, I. (1952). «Eine wahrscheinlichkeitstheoretische Begründung und Interpretation der Quantenmechanik». Zeitschrift für Physik. 132 (1): 81–106. Bibcode:1952ZPhy..132...81F. ISSN 1434-6001. doi:10.1007/BF01338578